# Boda de Juan de Luxemburgo y Josefina Carlota de Bélgica
La boda del gran duque heredero Juan de Luxemburgo y la princesa Josefina Carlota de Bélgica tuvo lugar el 9 de abril de 1953 en el Palacio Gran Ducal de Luxemburgo y en la Catedral de Nuestra Señora. 

## Antecedentes
Juan era el hijo mayor de la gran duquesa Carlota de Luxemburgo y el príncipe consorte Félix, y por lo tanto era el heredero al trono.
Josefina Carlota era la hija mayor del rey Leopoldo III de Bélgica y su primera esposa la reina Astrid, fallecida en 1905.
En octubre de 1952, se comprometieron y oficialmente el 26 de diciembre de 1952 anunciaron su compromiso al público. Se había especulado que el matrimonio fue concertado para mejorar las relaciones entre Luxemburgo y Bélgica, pero pronto se hizo evidente que estaba floreciendo un matrimonio por amor entre dos viejos amigos.

## Boda
El 9 de abril de 1953, tal y como manda la tradición luxemburguesa, se celebró en primer lugar una ceremonia civil en el Salón de Ceremonias del Palacio Gran Ducal oficiada por el alcalde de Luxemburgo Emilie Hamilius. 
A continuación se celebró la ceremonia religiosa en la Catedral de Nuestra Señora de Luxemburgo. Juan entró al templo del brazo de su madre, la gran duquesa Carlota, y Josefina Carlota, lo hizo del brazo de su padre, el recientemente abdicado rey Leopoldo de los Belgas.
Después de la ceremonia todos los invitados se trasladaron al Palacio Gran Ducal donde se celebró un banquete. 

###### Vestimenta
Juan llevaba el uniforme de coronel del ejército luxemburgués. Josefina Carlota lucía un vestido de organza blanca, con escote alto, cuello con volantes y mangas onduladas con puños. El vestido tenía una larga cola de diez metro y contaba con encaje de Brujas. En la cabeza llevaba la tiara del Congo.

## Invitados
- Gran duquesa Carlota y príncipe Félix
- Princesa Isabel de Luxemburgo
- Princesa María Adelaida de Luxemburgo
- Princesa María Gabriela de Luxemburgo
- Príncipe Carlos Felipe de Luxemburgo
- Princesa Alicia de Luxemburgo
- Rey Leopoldo de Bélgica y princesa Lilian
- Rey Balduino de Bélgica
- Príncipe Alberto de Bélgica
- Príncipe Alejandro de Bélgica
- Reina Juliana de los Países Bajos y príncipe consorte Bernardo
- Humberto y María José de Italia
- Príncipe Carlos de Suecia
- Princesa Ingeborg de Suecia
- Príncipe heredero Olaf y princesa heredera Marta de Noruega
- Princesa Ragnhild de Noruega
- Zita de Borbón-Parma, emperatriz de Austria
- Príncipe Axel y princesa Ingeborg de Dinamarca
- Príncipe Jorge de Dinamarca
- Princesa María Pía de Saboya
- Príncipe Francisco José II de Liechtenstein y princesa Georgina
- Princesa Diana Borbón-Parma

## Otros datos
El 12 de noviembre de 1964 la gran duquesa Carlota abdica y Juan se convierte en el gran duque de Luxemburgo y Josefina Carlota en la gran duquesa consorte.
Juan y Josefina Carlota tuvieron cinco hijos:
- Princesa María Astrid de Luxemburgo, archiduquesa consorte de Austria (17 de febrero de 1954)
- Gran duque Enrique de Luxemburgo (16 de abril de 1955)
- Príncipe Juan de Luxemburgo (15 de mayo de 1957)
- Princesa Margarita de Luxemburgo, princesa consorte de Liechtenstein (15 de mayo de 1957)
- Príncipe Guillermo de Luxemburgo (1 de mayo de 1963)

El 7 de octubre de 2000 Juan abdica en favor de su hijo Enrique, el cual se convirtió en el nuevo gran duque de Luxemburgo.
Josefina Carlota fallece el 10 de enero de 2005 a los 77 años de edad. Juan fallece el 23 de abril de 2019 a los 98 años.